# Eisenbahnunfall von Koristowka
Der Eisenbahnunfall von Koristowka war der Frontalzusammenstoß zweier Fernreisezüge am 6. November 1986 auf der Bahnstrecke Borschtschi–Charkiw in der Nähe des Bahnhofs Korystiwka (Користівка, russisch Koristowka/Користовка) bei der Ortschaft Pryjutiwka, Oblast Kirowohrad, damals: Sowjetunion, heute: Ukraine. Dabei starben 44 Menschen.

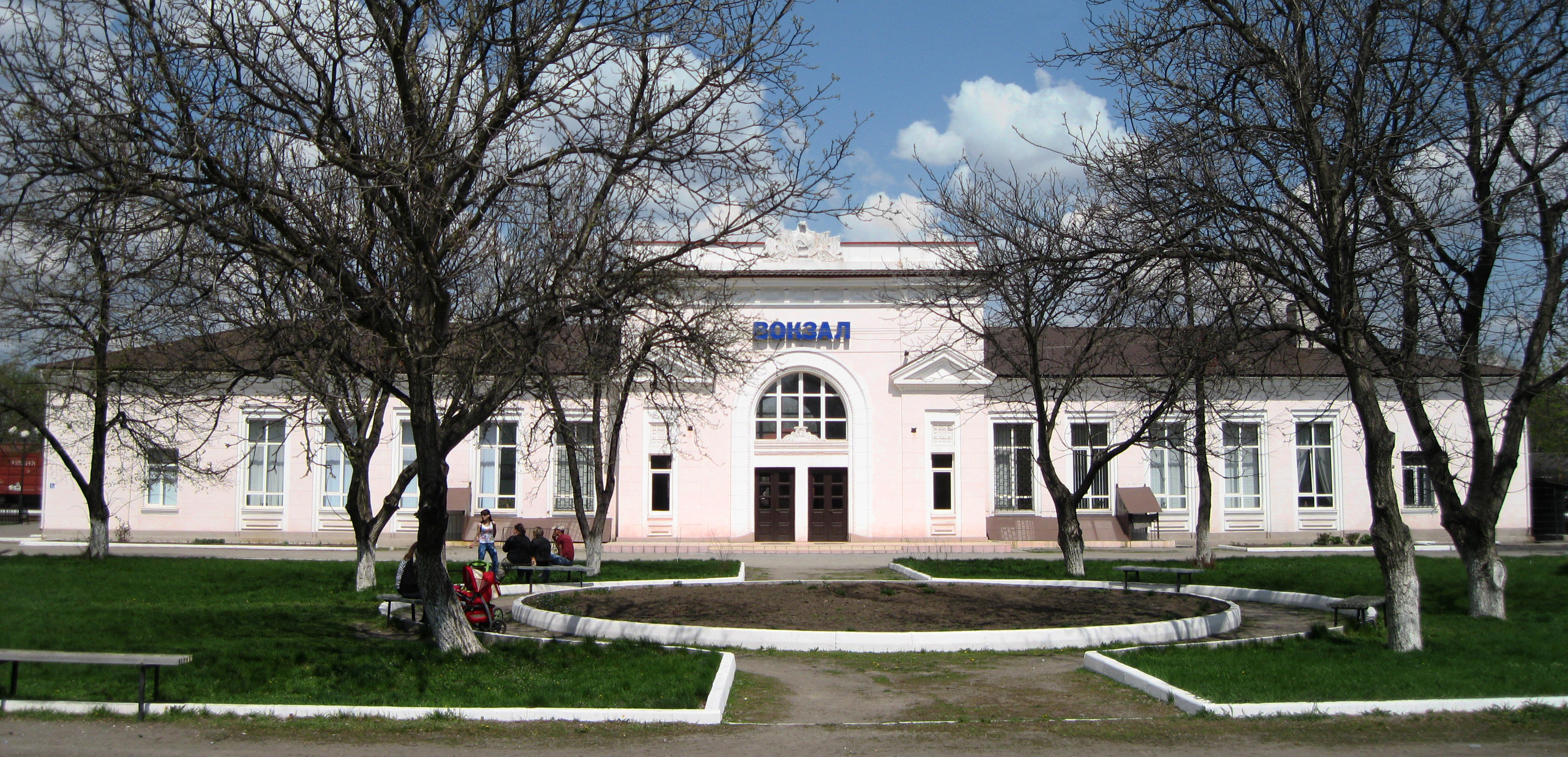
Bahnhof Korystiwka

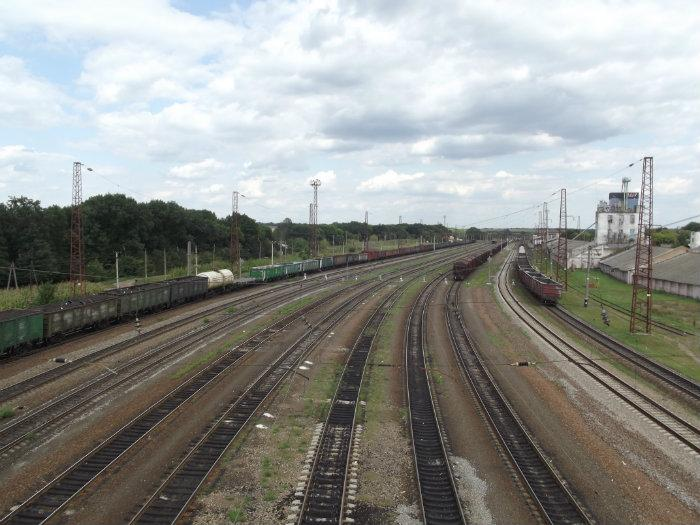
Gleisanlagen des Bahnhofs

## Ausgangslage
Der Personenzug 635 war in der Nacht von Krywyj Rih (russisch: Кривой Рог/Kriwoi Rog) nach Kiew unterwegs. Dessen Lokomotivführer hatte seinen Beimann mit dem Fahren der Lokomotive, der ЧС4-005, beauftragt und war selbst eingeschlafen. Er war unausgeruht zum Dienst erschienen, da er sich den ganzen Tag zuvor zu Hause um eine kranke Kuh gekümmert hatte. Der Beimann hatte gerade die praktische Prüfung bestanden, eine Elektrolokomotive selbständig zu fahren, aber noch keine Genehmigung dafür. Am 7. November war der Jahrestag der Großen Sozialistischen Oktoberrevolution und die Züge waren anlässlich des Feiertags mit Menschen überfüllt, die Verwandte besuchten oder für die Feiern in die Hauptstadt fuhren.
Der Zug Ь 38, Уголек („Ugolek“), war auf der mehrgleisigen Strecke in der Gegenrichtung von Kiew nach Donezk unterwegs, gezogen von der ЧС4-071.

## Unfallhergang
Wegen Bauarbeiten stand in dieser Nacht im Bahnhof Koristowka nur ein Gleis für die Durchfahrt von Zügen zur Verfügung. Zug Ь 38 sollte den Bahnhof zuerst passieren, Zug 635 dessen Durchfahrt abwarten und deshalb vor dem Einfahrsignal anhalten.
Der Beimann des Zuges 635 übersah das „Halt“ zeigende Signal. Der Zug überfuhr das Signal, schnitt eine Weiche auf und geriet so in den Fahrweg des entgegenkommenden Zuges. Um 3:02 Uhr Moskauer Zeit kam es zum Frontalzusammenstoß. Die Lokomotiven lagen anschließend aufeinander. Einige Personenwagen wurden zertrümmert. Hauptsächlich waren Wagen des Zuges 635 betroffen, besonders schwer traf es den ersten Reisezugwagen dieses Zuges, der mit 138 Reisenden völlig überbelegt war, meist Studenten. Er lief hinter dem Bahnpostwagen, der wiederum unmittelbar der Lokomotive folgte. Geringer betroffen waren die Fahrgäste des Zuges Ь 38.

## Folgen
44 Menschen starben, 100 wurden darüber hinaus verletzt, davon 27 schwer. Der Unfall wurde in den öffentlichen Medien der Sowjetunion totgeschwiegen, da er nicht zu den Feiern zum 69. Jahrestag der Großen Sozialistischen Oktoberrevolution am folgenden Tag passte. Das machte es besonders schwer, die Angehörigen der Toten schnell zu finden. Erst im Dezember wurde in der Iswestija eine kurze Meldung veröffentlicht. Einer der schwersten Eisenbahnunfälle in der Sowjetunion blieb so fast unbemerkt.
Die Unfalluntersuchung dauerte nur sechs Wochen, was im Nachhinein zu Zweifeln daran führte, ob die Wahrheit wirklich gefunden wurde. Der Lokomotivführer und der Beimann wurden vor dem Obersten Gerichtshof der UdSSR angeklagt, bekannten sich schuldig und wurden nach drei Verhandlungstagen am 27. Dezember 1986 verurteilt: der Lokomotivführer zu 15 Jahren Gefängnis, der Beimann zu 12 Jahren Haft in einem Arbeitslager. Der Lokomotivführer verbüßte sieben Jahre in einem Straflager im Oblast Chmelnyzkyj und wurde dann wegen guter Führung auf Bewährung entlassen.